# Archidiocèse de Madrid
L'archidiocèse de Madrid (en latin : archidioecesis Matritensis ; en espagnol : archidiócesis de Madrid) est une circonscription ecclésiastique de l’Église catholique en Espagne. De création récente, et détaché de l'archidiocèse de Tolède en 1885, le diocèse de Madrid est érigé en archidiocèse en 1964. Il est métropolitain depuis 1991.

Archidiocèse en rouge, suffragants en rose.

## Histoire
Par la bulle Romanorum Pontificum du 25 mars 1964, le pape Paul VI élève le diocèse au rang d'archidiocèse et lui confère le nom d'archidiocèse de Madrid.
Par la bulle Cum Venerabilis Frater du 23 juillet 1991, le pape Jean-Paul II élève l'archidiocèse au rang d'archidiocèse métropolitain avec, pour suffragants, les diocèses d'Alcalá de Henares et de Getafe.
Le 25 juin 1993, Jean-Paul II consacre la nouvelle cathédrale de Madrid dont la première pierre avait été posée le 4 avril 1883 par le roi Alphonse XII.
Du 16 au 21 août 2011, Madrid accueille les XXVIe Journées mondiales de la jeunesse, en présence du pape Benoît XVI.

## Cathédrales et basiliques mineures
La cathédrale de l'Almudena est la cathédrale de l'archidiocèse.
La basilique Saint-Isidore de Madrid est l'ancienne cathédrale. Elle a rang de basilique mineure.
L'archidiocèse compte en octobre 2023 neuf autres basiliques mineures :
- à Madrid : Notre-Père-Jesús de Medinaceli[4], Saint-Vincent-de-Paul[5], Saint-Michel[6], Notre-Dame-d’Atocha[7] (aussi sanctuaire national[7]), Saint-François-le-Majeur[8] et Notre-Dame-de-la-Conception[9] ;
- Saint-Laurent de l'Escorial[10] ;
- Notre-Dame-de-l'Assomption de Colmenar Viejo[11] ;
- Sainte-Croix à El Valle de los Caidos[12].

## Évêques et archevêques

### Évêques de Madrid (1884-1963)
- 1884-1886 : Narciso Martínez Izquierdo
- 1886-1892 : Ciriaco María Sancha y Hervás
- 1892-1901 : José Maria Cos y Macho
- 1901-1905 : Victoriano Guisasola y Menéndez
- 1905-1916 : Maria Salvador y Barrera
- 1916-1922 : Prudencio Melo y Alcalde
- 1922-1963 : Leopoldo Eijo y Garay

### Archevêques de Madrid (1964-1991)
- 1964-1971 : Casimiro Morcillo González
- 1971-1983 : Vicente Enrique y Tarancón
- 1983-1991 : Ángel Suquía Goicoechea

### Archevêques métropolitains de Madrid (depuis 1991)
- 1991-1994 : Angel Suquía Goicoechea
- 1994-2014[13] : Antonio María Rouco Varela
- 2014-2023[13] : Carlos Osoro Sierra
- depuis le 12 juin 2023 : José Cobo Cano